# 青山基督教墳場
1930年代，殖民地政府先後在新界批出數個基督教墳場，青山基督教墳場是其中之一。為回應當時青山區華人基督徒死後的安葬需要，新界傳道會威禮士牧師於1930年向政府申請並於1933年得到批准領得屯門井頭中村半山區一幅地段作墳場用途。
1. ↑  邢福增. . 香港: 基督教文藝出版有限公司. 二零一二年十月初版: 頁99.